# Пытка

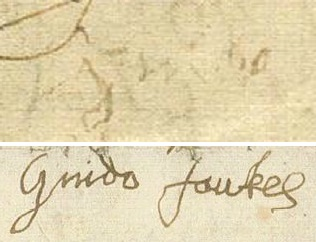
Подпись обвиняемого (Гая Фокса) под обвинительными показаниями сразу после пытки (вверху) и спустя 8 дней (внизу), Англия, 1605 год

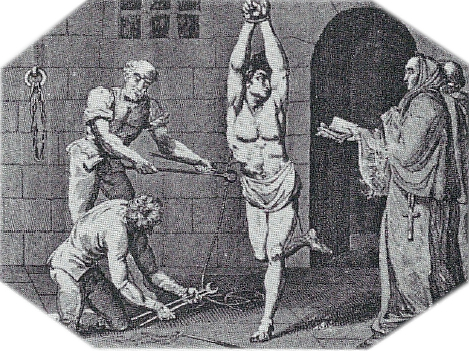
Пытки инквизиции. Около 1700

Пы́тка — умышленное причинение физических или нравственных страданий, обычно в целях принуждения к даче показаний или иным действиям, противоречащим воле человека.
Статья 1 Конвенции против пыток и других жестоких, бесчеловечных или унижающих достоинство видов обращения и наказания определяет понятие «пытка» следующим образом: 

любое действие, которым какому-либо лицу умышленно причиняется сильная боль или страдание, физическое или нравственное, чтобы получить от него или от третьего лица сведения или признания, наказать его за действие, которое совершило оно или третье лицо или в совершении которого оно подозревается, а также запугать или принудить его или третье лицо, или по любой причине, основанной на дискриминации любого характера, когда такая боль или страдание причиняются государственным должностным лицом или иным лицом, выступающим в официальном качестве, или по их подстрекательству, или с их ведома или молчаливого согласия. В это определение не включается боль или страдания, которые возникают лишь в результате законных санкций, неотделимы от этих санкций или вызываются ими случайно.
Обычно под пыткой подразумевается «физическое насилие, истязание при допросе».

## История
Применение пыток известно с древнейших времён как средство наказания, устрашения и получения признаний. В частности, разнообразные пытки широко применялись в Древнем Египте, Ассирии, Древней Греции, Древнем Риме и других античных государствах.

«Бери его, пытай его!.. — говорится в комедии Аристофана „Лягушки“ — По-разному: плетями бей. Души, дави, на дыбу вздерни, жги, дери, Крути суставы, можешь в ноздри уксус лить, Класть кирпичи на брюхо. Можешь все!..»
В Средние века широкое применение пыток было связано с разыскной формой уголовного процесса. Пытки чаще всего использовались католической Инквизицией, но также были распространены и среди радикальных течений протестантизма; различным методам пыток уделено много внимания в трактатах по уголовному праву известного немецкого юриста времён Средневековья Бенедикта Карпцова младшего.

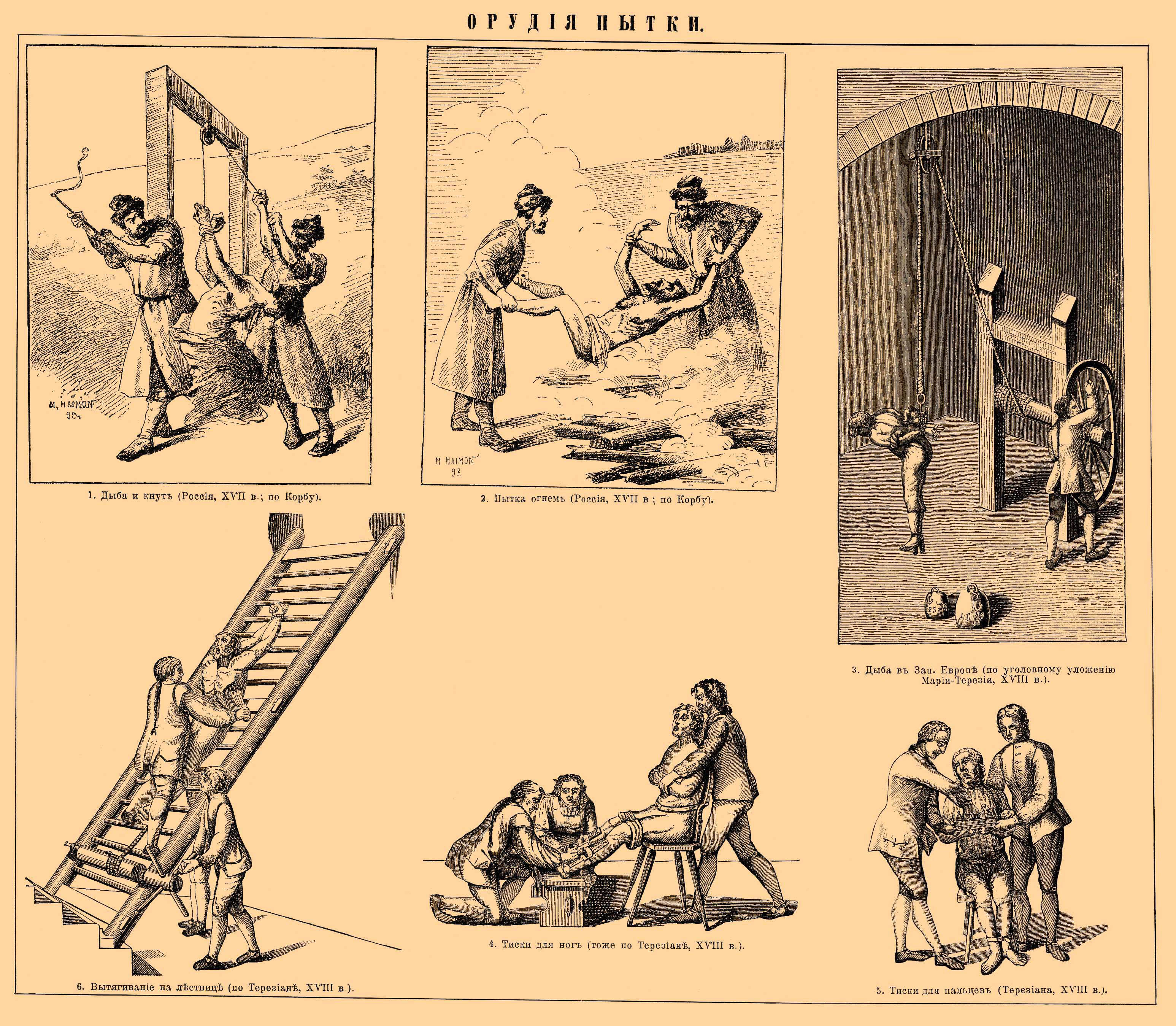
Рис. из статьи «Пытка» в «ЭСБЕ»:
1. Дыба и кнут (Россия, XVII в.; по Корбу). 2. Пытка огнем (Россия, XVII в.; по Корбу). 3. Дыба в Западной Европе (по уголовному уложению Марии-Терезии, XVIII в.). 4. Тиски для ног (по «Терезиане», XVIII в.). 5. Тиски для пальцев (по «Терезиане», XVIII в.). 6. Вытягивание на лестнице (по «Терезиане», XVIII в.).

Не позднее середины XVI века пытки начинают широко применяться и в Русском царстве (пытки огнём, водой, подвешиванием, вытягиванием на дыбе, раскалёнными клещами, кнутом). При первых Романовых в уголовном судопроизводстве утвердилось понятие «пытать накрепко», что подразумевало применение к подследственным особенно болезненных истязаний, например, прижигания горящими вениками, с целью добиться от них необходимых признаний.
В Европе с конца XVII века наблюдалось ограничение применения пыток, что связано с распространением гуманистических идей Просвещения. В Англии, благодаря развитию суда присяжных, пытка рано вышла из употребления, уже в царствование Елизаветы I пытка признавалась злоупотреблением, а в 1640 году была окончательно запрещена.
В Шотландии пытки были отменены в 1708 году. В Пруссии пытки фактически были отменены в 1754 году (формально — в 1805). Также в XVIII и XIX веках они были отменены в большинстве европейских стран: в Дании — в 1770 году, в Австрии — в 1776 году (по другим данным, в 1787 году), во Франции — в 1780 году (подтверждено революционной Национальной ассамблеей в 1789 году), в Нидерландах в 1789 году, в Королевстве Обеих Сицилий — в 1789 году, в Австрийских Нидерландах в 1794 году, в Венеции — в 1800 году, в Баварии в 1806 году, в Папской области — в 1815 году, в Норвегии — в 1819 году, в Ганновере — в 1822 году, в Португалии — в 1826 году, в Греции — в 1827 году. Позже всего из европейских стран, отменивших применение пыток, это сделала Швейцария: кантон Цюрих — в 1831 году, кантон Фрибур — в 1848 году, кантон Базель — в 1850 году и кантон Гларус — в 1851 году.
В Российской империи применение пыток было отменено секретным указом Екатерины II от 8 ноября 1774 года. Этот секретный указ был официально подтверждён указом Александра I от 27 сентября 1801:

Правительствующий сенат, зная всю важность сего злоупотребления и до какой степени оно противно самым первым основаниям правосудия и притеснительно всеми правами гражданскими, не оставит при сём случае сделать повсеместно, во всей империи наистрожайшее подтверждение, чтобы нигде, ни под каким видом ни в вышних, ни в нижних правительствах и судах никто не дерзнул ни сделать, ни допущать, ни исполнять никаких истязаний, под страхом неминуемого и строгого наказания, чтобы присутственные места, коим законом предоставлено решение дел уголовных, в основание своих суждений и приговоров полагали личное обвиняемых пред судом сознание, чтобы в течение следствий они не были они подвержены каким-либо пристрастным допросам и что, наконец, само название пытки стыд и укоризну человечеству наносящее изглажено было навсегда из памяти человечества.

В XX веке пытки вновь стали широко применяться нацистской Германией, СССР, Китаем, латиноамериканскими и афро-азиатскими диктатурами, а также другими странами с тоталитарными, диктаторскими и репрессивными режимами.
В начале XXI века имело место доказанное применение методов физического и психологического принуждения официальными лицами США (в секретных тюрьмах ЦРУ, в тюрьме в Гуантанамо) в отношении людей, обвинявшихся в осуществлении террористической деятельности. Их применение основывалось зачастую на тайных приказах и неофициальных инструкциях. Ряд американских военных был осуждён за издевательства над иракскими заключёнными в тюрьме Абу-Грейб.
В настоящее время пытки запрещены конституциями и законами практически всех государств мира, в том числе Конституцией РФ. В некоторых случаях применение пыток признаётся международным преступлением.

## Орудия пыток
- Дыба,
- «железная дева»,
- испанский сапог,
- маска позора,
- «стул ведьмы»,
- «груша»,
- «английская рубаха», «польский баран», «померанская шапка», «кресло иудея», «полледро» и др.[a]

## Психология пыток и психологическое действие при пытках
Психолог Г. Мюнстербег (1863—1916), критикуя пытки как с моральной точки зрения, так и в отношении их эффективности, писал: «Боль перевешивает волю к истине, вследствие чего пытка ведёт к осуждению невинных…».
Психологическое давление во время допроса на обвиняемого, подозреваемого, свидетеля, даже порой потерпевшего является причиной большого числа следственных и судебных ошибок. Во многих случаях психологическое давление может являться одной из форм психологической пытки, поскольку «означает умышленное причинение нравственного страдания для получения сведений или признания», как это сформулировано в Конвенции против пыток, принятой ООН в 1984 году.
Сексуальное насилие и унижение — одни из самых эффективных пыток, отмечает эксперт ООН, датский доктор Оле Ведел Расмуссен, известный теоретик по этому вопросу. Психологический эффект зачастую так силён, что превосходит любые физические страдания.

## Пытки и право

### Запрет пыток вмеждународном праве
Акты пыток, совершённые во время войны, считаются военным преступлением и были запрещены ещё в 1949 году Женевскими конвенциями (ст. 3, 12, 50 ЖKI, ст. 3, 12, 51 ЖKII, ст. 3, 17, 87, 130 ЖKIII, ст. 3, 31, 32, 100, 118, 147 ЖKIV), а также в Первом Дополнительном Протоколе, ст. 75, и во Втором Дополнительном Протоколе, относящимся к немеждународным вооружённым конфликтам, ст. 4.) К Женевским Конвенциям присоединились все государства мира, поэтому запрет пыток во время войны считается универсальным.
Главным международным актом в области борьбы с пытками стала Конвенция против пыток и других жестоких, бесчеловечных или унижающих достоинство видов обращения и наказания, принятая Резолюцией 39/46 Генеральной Ассамблеи ООН 10 декабря 1984 года. К Конвенции присоединилось уже 127 стран.
Конвенция 1984 года установила в отношении пыток так называемую универсальную юрисдикцию. Это означает, что виновные в применении пыток могут уголовно преследоваться властями любого государства, независимо от гражданства виновных и места совершения ими деяния.
Согласно Римскому статуту Международного уголовного суда, пытки являются преступлением против человечности, если они совершаются в рамках широкомасштабного или систематического нападения на любых гражданских лиц (ч. 2 ст. 7), либо военным преступлением, когда они направлены против лиц или имущества, охраняемых согласно положениям соответствующей Женевской конвенции (ч. 2 ст. 8 Статута).
Нормы о запрете пыток также включены во Всеобщую декларацию прав человека (ст. 5), Международный пакт о гражданских и политических правах 1966 года (ст. 7), в конвенциях о защите жертв войны, о борьбе с геноцидом, апартеидом, рабством и т. п.
Для контроля за соблюдением Конвенции 1984 года на основе её статьи 17 был создан Комитет против пыток, который приступил к работе с 1 января 1988 года. Заседания Комитета (две сессии в год) проходят в Женеве.
Генеральная Ассамблея ООН в 1997 году провозгласила ежегодный Международный день в поддержку жертв пыток.

### В законодательстве России
Статья 21 Конституции Российской Федерации 1993 года прямо запрещает пытки:

1. Достоинство личности охраняется государством. Ничто не может быть основанием для его умаления.
2. Никто не должен подвергаться пыткам, насилию, другому жестокому или унижающему человеческое достоинство обращению или наказанию. Никто не может быть без добровольного согласия подвергнут медицинским, научным или иным опытам.
Российская Федерация является участником Конвенции 1984 года, однако не все её положения должным образом нашли своё отражение в российской правовой системе.
В частности, в русском переводе Конвенции 1984 года общепризнанное международно-правовое понятие «torture» («истязание») было переведено словом «пытка», которое традиционно имеет в русском языке более узкое значение. С 2003 года в законодательстве России появилось собственное определение понятия «пытка». Федеральным законом от 8 декабря 2003 года к ст. 117 Уголовного кодекса России «Истязание» добавлено примечание, согласно которому под пыткой в данной и других статьях УК РФ понимается «причинение физических или нравственных страданий в целях понуждения к даче показаний или иным действиям, противоречащим воле человека, а также в целях наказания либо в иных целях». С июля 2022 года примечание утратило силу.
Таким образом, российский законодатель, вопреки общей тенденции современного уголовного права, отказался от криминализации пыток в качестве самостоятельного тяжкого преступления.
В соответствии с ч. 2 ст. 117 УК РФ истязание с применением пытки наказывается лишением свободы на срок от трёх до семи лет. При этом, если в процессе пыток виновный причинил вред здоровью потерпевшего (умышленно или по неосторожности), то такие действия будут наказываться по совокупности преступлений на основании соответствующих статей УК РФ.
В УК РФ имеется также специальная статья 302 «Принуждение к даче показаний», устанавливающая ответственность за применение пыток в ходе следствия и дознания:

1. Принуждение подозреваемого, обвиняемого, потерпевшего, свидетеля к даче показаний либо эксперта, специалиста к даче заключения или показаний путём применения угроз, шантажа или иных незаконных действий со стороны следователя или лица, производящего дознание, а равно другого лица с ведома или молчаливого согласия следователя или лица, производящего дознание, — наказывается лишением свободы на срок до трёх лет.

2. То же деяние, соединённое с применением насилия, издевательств или пытки, — наказывается лишением свободы на срок от двух до восьми лет.

#### Пытки в современной России
Несмотря на законодательный запрет, в 2018 году была выявлена серия фактов применения пыток работниками пенитенциарной системы России, в том числе в Ярославской области, Калининградской области, Брянской области, Забайкальском крае, Республике Мордовия.

### В законодательстве США
Федеральное законодательство США предусматривает наказание до 20 лет лишения свободы (до смертной казни в случае причинения смерти) за пытку, совершённую за пределами США гражданином как США, так и иного государства.
После 2001 года внимание мировой общественности было привлечено к жёстким методам допроса, используемым сотрудниками ЦРУ в секретных тюрьмах США, созданных для иностранцев, подозреваемых в причастности к террористической деятельности. Также большой резонанс имел скандал в связи с пытками американцами заключённых иракской тюрьмы Абу-Грейб.
Чтобы исключить использование подобных методов, в 2005 году в США был принят специальный Закон об обращении с задержанными.
Наибольший резонанс вызвало использование сотрудниками ЦРУ пытки водой. В декабре 2007 году ЦРУ признало, что уничтожило две кассеты с видеозаписью допросов подозреваемых. Как заявили в ЦРУ, процедура была «очень жёсткой». Тогдашний директор ЦРУ Майкл Хайден, ссылаясь на мнение службы собственной безопасности самого ЦРУ, утверждал, что методы были легальными. ЦРУ уничтожило доказательства, которые компрометируют её сотрудников. Американский союз защиты гражданских свобод по этому поводу заявил: «уничтожение этих кассет стало частью масштабного и долгосрочного процесса использования исполнительной власти с целью избавить отдельных граждан от криминального преследования за пытки и злоупотребление служебным положением».
В феврале 2008 года Майкл Хейден признал, что его сотрудники применяли на допросах метод, заключающийся во временном погружении подозреваемого в воду с целью достижения эффекта «захлёбывания». ЦРУ не считает это пыткой и определяет, как «более жёсткий метод допроса». В конгрессе США было выдвинуто предложение о запрете для ЦРУ применять при допросах данный метод получения информации. Однако бывший президент Джордж Буш заявил, что наложит вето на такой закон. Барак Обама, занимавший в то время пост президента, 22 января 2009 года подписал указ о запрете допросов с применением пыток. В руководстве Департамента юстиции США в 2009 году начались дискуссии о возможном привлечении к уголовной ответственности тех сотрудников ЦРУ, которые санкционировали применение этих «более жёстких методов допроса».

### В праве других стран
К настоящему времени применение пыток уголовно наказуемо почти во всех странах мира.

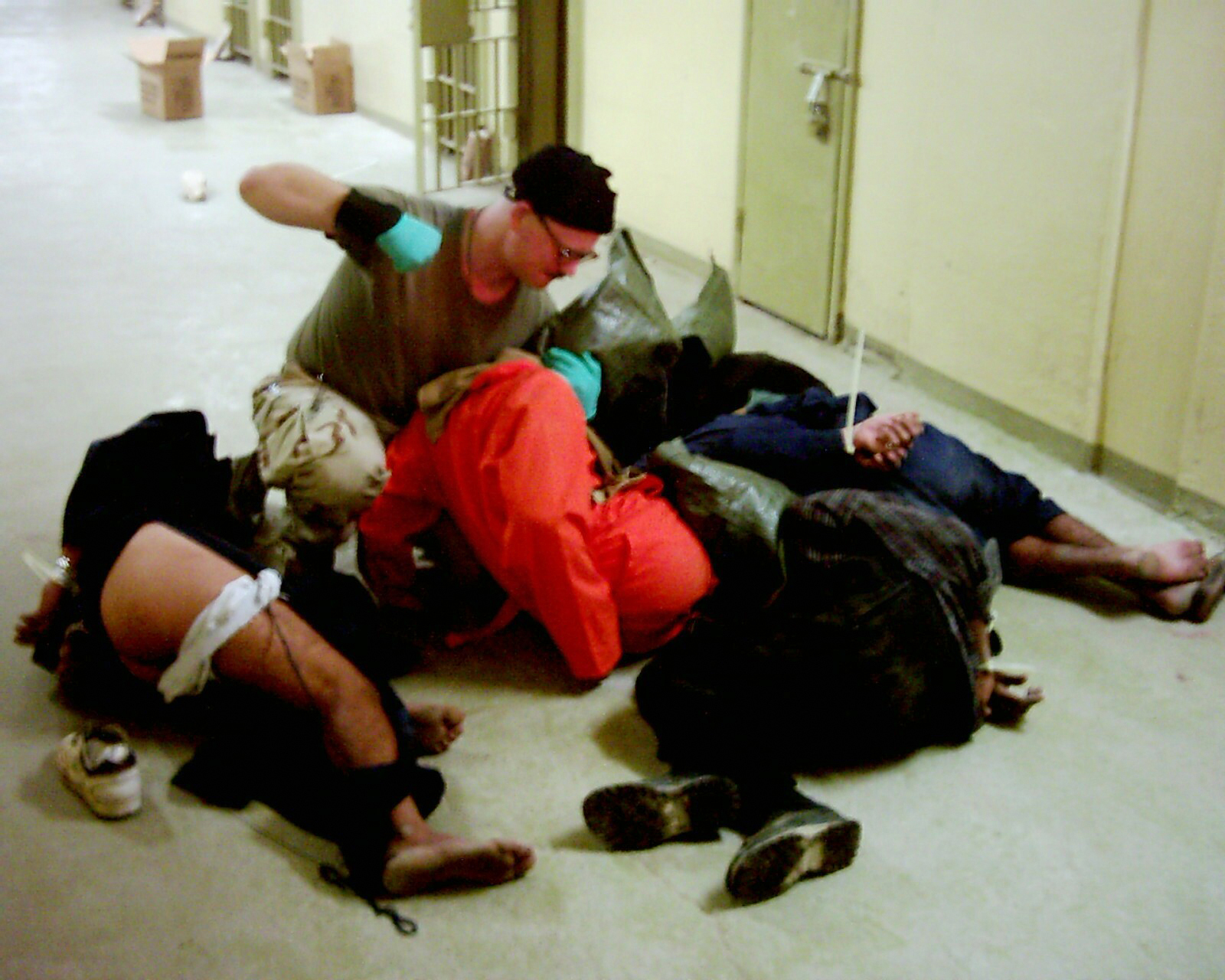
Пытки в тюрьме Абу-Грейб (Ирак), фото 2003 года

В последние годы наблюдается тенденция к усилению уголовно-правовой борьбы с пытками. В частности, специальные нормы о криминализации пыток внесены в уголовное законодательство Австралии (1988), Азербайджана (1999), Алжира (2004), Англии (1988), Греции (1984), Испании (1978), Казахстана (2002), Камеруна (1997), Киргизии (2003), Люксембурга (2000), Македонии (1996), Мальты (1990), Туниса (1999), Украины (2001), Узбекистана (1995), Франции (1992), Черногории (2003), Чили (1998), а также большинства стран Латинской Америки.
В ряде стран за сам факт применения пыток (независимо от последствий) виновному грозят длительные сроки лишения свободы:
- 14 лет в Канаде;
- 15 лет во Франции;
- 25 лет в Аргентине;
- 30 лет в Гватемале.

В Великобритании применение методов физического воздействия к заключённым было окончательно запрещено в 1971 году — после того, как стало известно о жестоком обращении с подозреваемыми в связях с террористической организацией ИРА (пять методов). В настоящее время по уголовному законодательству Великобритании применение пыток наказывается вплоть до пожизненного заключения.
Одной из последних стран мира, где применение пыток носило официальный характер, был Израиль. В 1987 году израильское правительство на основании доклада комиссии Ландау позволило спецслужбе Шабак применять «умеренное физическое давление» к подозреваемым в терроризме. Подобное решение было мотивировано тем, что иным путём от них нередко невозможно добиться сведений с целью предотвращения готовящихся террористических актов. Однако ввиду резко негативной реакции мирового общественного мнения в сентябре 1999 года Верховный суд Израиля запретил применение таких методов.

## Вопрос эффективности пыток
В Средние Века в Европе была широко распространена вера в правдивость показаний, полученных под пытками. Об этом свидетельствует, в частности, выражения «узнать всю подноготную» и «подлинная правда». В отношении еретиков и тех, кого считали колдунами и ведьмами, обычно действовал принцип «по закону никто не может быть присуждён к смертной казни, если он сам не сознался в преступлении». Уверенность в правдивости признаний, вызванных пыткой, можно объяснить тем, что пытки обычно прекращались лишь тогда, когда показания жертвы стали совпадать с тем, что следователи считали правдой.
Однако в эпоху Просвещения стали появляться сомнения в истинности таких признаний. В разных странах причины этого были разными.
В Германии распространение просвещения привело к неверию в такие явления, как, например, полёты ведьм на метле. Это означало, что тысячи ведьм, сожжённых на основе своих собственных признаний под пытками, оговорили себя, несмотря на то, что их упорное непризнание продлило бы их муки, ведь «пытки обычно прекращались лишь тогда, когда показания жертвы стали совпадать с тем, что следователи считали правдой».
В России первым примером, заставившим сомневаться в результатах пыток, был случай с гетманом Мазепой. Генеральный судья Кочубей и полковник Искра донесли Петру I о том, что Мазепа ведёт переговоры с Карлом XII. Пётр не поверил и подверг их пыткам, в результате чего оба признались, что оклеветали Мазепу, и были выданы последнему на казнь. В изданном позже (после измены Мазепы) Петром Уставе уже учтена возможность оговора себя и своих близких под пытками.
В Японии наиболее известным примером стал случай со взятым в плен американским лётчиком. Лейтенант Маркус Мак-Дилда под пытками признался, что в США имеется около сотни готовых атомных бомб, и что через несколько дней планируется сбросить бомбы на Киото и Токио. До допроса он никогда не слышал об атомных бомбах и честно говорил об этом японцам.
Под пытками ложные показания могут давать как невиновные, так и виновные, так как предательство своих традиционно считается тяжёлым грехом, по сравнению с которым клевета на посторонних многим кажется меньшим злом.
В то же время имеются и исключения. Если показания можно многократно быстро проверять (например, если требуется узнать код замка сейфа или местонахождение денег в квартире), то пытающие могут узнать верную информацию. Если властям (например, оккупационным) выявление даже малого числа подпольщиков важнее большого количества невинных жертв, то с точки зрения властей пытки в этом случае также могут считаться эффективными.

### Комментарии
1. ↑  Применялись в Германии XVI в.[12]

### Сноски
1. ↑  англ. Two old priests showing the application of torture under the supervision of the Inquisition
2. ↑  См, например: Ожегов С. И., Шведова Н. Ю. Толковый словарь русского языка. — М., 2005. — С. 635.
3. ↑  Аристофан. Лягушки // Аристофан. Комедии. Фрагменты / Пер. В. Н. Ярхо. — М.: Ладомир; Наука, 2008. — С. 657.
4. ↑  Орудия пыток инквизиции. Дата обращения: 12 февраля 2014. Архивировано 9 февраля 2014 года.
5. ↑  Nancy Shields Kollman. Torture in Early Modern Russia // The New Muscovite Cultural History: A Collection in Honor of Daniel B. Rowland. Ed. by Valerie Kivelson, Karen Petrone, Nancy Shields Kollman, Michael S. Flier. — Bloomington: Slavica Publishers, 2009. — pp. 159—170.
6. 1 2 3 4 5 6 7  Пытка // Энциклопедический словарь Брокгауза и Ефрона : в 86 т. (82 т. и 4 доп.). — СПб., 1890—1907.
7. 1 2  Torture in UK law. Дата обращения: 10 октября 2020. Архивировано 26 октября 2020 года.
8. ↑  HISTORY AUGURS AGAINST TORTURE
9. ↑  Из указа Александра I 27 сентября 1801 года. Дата обращения: 31 октября 2011. Архивировано из оригинала 10 октября 2013 года.
10. ↑  Portrait of the Torturer in the 20th Century. Дата обращения: 10 октября 2020. Архивировано 26 июня 2010 года.
11. ↑  Глава 2. Права и свободы человека и гражданина | Конституция Российской Федерации. Дата обращения: 10 февраля 2011. Архивировано 22 сентября 2016 года.
12. ↑  Харрингтон, 2020, с. 112.
13. ↑  Выяснение скрываемых сведений Архивная копия от 2 апреля 2015 на Wayback Machine (Мюнстерберг Г. Основы психотехники. М., 1925. Ч. III. Т. 2. С. 137—148.)
14. ↑  Психологи: Садистов Абу Грейб породила система. Дата обращения: 9 октября 2014. Архивировано 16 октября 2014 года.
15. ↑  Конвенция против пыток и других жестоких, бесчеловечных или унижающих достоинство видов обращения и наказания // Ведомости Верховного Совета СССР. — 1987. — № 45. — ст. 747; Российская юстиция. — 1995. — № 4. — C. 49.
16. ↑  BFM.ru. Заключенных избили из-за поражения России на ЧМ? В распоряжении Business FM — акты опроса. BFM.ru - деловой портал. Архивировано 10 августа 2018. Дата обращения: 10 августа 2018.
17. ↑  Сотрудники ИК-1 рассказали о записи видео пыток для отчета начальству. РБК. Дата обращения: 10 августа 2018. Архивировано 10 августа 2018 года.
18. ↑  Inc., TV Rain,. В Калининграде арестовали сотрудника колонии по делу об избиении заключенного. Архивировано 10 августа 2018. Дата обращения: 10 августа 2018. {{cite news}}: |last= имеет универсальное имя (справка)Википедия:Обслуживание CS1 (лишняя пунктуация) (ссылка) Википедия:Обслуживание CS1 (множественные имена: authors list) (ссылка)
19. ↑  В ООН озаботились пытками в России. Архивировано 27 января 2021. Дата обращения: 10 августа 2018.
20. ↑  Электрошокер укажет путь исправления // Коммерсантъ. — 2018-08-13. Архивировано 13 августа 2018 года.
21. ↑  18 U.S. Code § 2340A. Torture. Дата обращения: 10 октября 2020. Архивировано 19 октября 2020 года.
22. ↑  Новиков М., Чиркин С. Пытливая сущность Америки Архивная копия от 29 сентября 2007 на Wayback Machine // Российская газета — № 3931, 22 ноября 2005
23. ↑  Detainee Treatment Act of 2005. Дата обращения: 27 июля 2016. Архивировано 22 сентября 2016 года.
24. ↑  ЦРУ «заметает следы»: уничтожены кассеты с допросами членов Аль-Каиды Архивная копия от 16 июня 2008 на Wayback Machine // РИА Новости, 7 декабря 2007
25. ↑  Директор ЦРУ США впервые признал применение пыток Архивная копия от 9 августа 2009 на Wayback Machine // РИА Новости, 6 февраля 2008
26. ↑  Obama’s ban on torture: Minnesotans played a role Архивная копия от 3 февраля 2009 на Wayback Machine (англ.)
27. ↑  Amerikanischer Justizminister erwägt Ermittlungen gegen CIA Архивная копия от 15 июля 2009 на Wayback Machine 12 июля 2009 г. (нем.)
28. ↑  см. Додонов В. Н. Малиновский А. А. Основные тенденции развития зарубежного уголовного права // Журнал зарубежного законодательства и сравнительного правоведения. — 2006. — № 1.
29. ↑  Criminal Justice Act 1988. Дата обращения: 10 октября 2020. Архивировано 12 ноября 2020 года.
30. ↑  Torture and Abuse in Interrogation. Дата обращения: 10 октября 2020. Архивировано 5 июня 2011 года.
31. ↑  Judgement on the Interrogation Methods applied by the GSS. Дата обращения: 10 октября 2020. Архивировано 26 февраля 2021 года.
32. ↑  Яков Шпренгер, Генрих Крамер. [lib.ru/HRISTIAN/INKWIZICIQ/hexenham.txt_with-big-pictures.html Молот ведьм]
33. ↑  Kristof, Nicholas (5 августа 2003). Blood On Our Hands?. The New York Times. Архивировано 20 мая 2018. Дата обращения: 20 мая 2018.